# Ladislo Biro
László József Bíró (29. september 1899 i Budapest, Ungarn – 24. oktober 1985 i Buenos Aires, Argentina), var en ungarsk hypnotisør, skulptør, opfinder og journalist.
Bíró patenterede kuglepennen 10 juni 1943 i Argentina. Han havde patenteret en tidligere udgave i Europa allerede i 1938, som dog kun fungerede vertikalt. Efter forbedringer, således at kapillærkraften hjalp med at trække blækket ud til spidsen, kunne kuglepennen sælges i stor skala efter krigens afslutning i 1945.